# Jan Nowak-Jeziorański
Jan Nowak-Jeziorański, właśc. Zdzisław Antoni Jeziorański, ps. „Janek”, „Jan Nowak”, „Jan Zych”, „Paulicz”, vel Jan Kwiatkowski, vel Adalbert Kozłowski, vel Jan Nowak, vel Jan Zych, vel Stanisław Zadrożny (ur. 2 października 1914 w Berlinie, zm. 20 stycznia 2005 w Warszawie) – polski polityk, politolog, działacz społeczny, dziennikarz, kapitan Wojska Polskiego, Polskich Sił Zbrojnych, Armii Krajowej, kurier i emisariusz Komendy Głównej Armii Krajowej i Rządu RP w Londynie, uczestnik powstania warszawskiego, spiker powstańczego radia „Błyskawica”, po wojnie uznany za cichociemnego, wieloletni dyrektor Rozgłośni Polskiej Radia Wolna Europa. Kawaler Orderu Orła Białego.

## Życiorys

### Dzieciństwo i wczesna młodość
Urodził się w nocy z 2 na 3 października 1914 w Berlinie (w piśmiennictwie znaleźć można błędną informację podającą jako jego miejsce urodzenia Warszawę). Był synem Wacława (1869–1918), urzędnika Towarzystwa Ubezpieczeniowego „Przezorność”, i Elżbiety z Piotrowskich (1880–1975). Jego przodek Józef Jeziorański z Buska wraz z żoną Ewą Orłowską byli frankistami (wyznawcami sekty Jakuba Franka) i zostali ochrzczeni w 1759 we Lwowie. Syn Józefa, Ignacy Jeziorański (1746–1846), ożenił się Marianną Lanckorońską (1768–1846) i miał z nią syna Jana Aleksandra (1796–1862; żonatego z Joanną Aleksandrą Teresą Wołowską), który był pradziadkiem Jana Nowaka.

### Lata przed II wojną światową
Uczęszczał do Państwowego Gimnazjum im. Stefana Batorego w Warszawie, w 1932 zdał maturę w Gimnazjum Państwowym im. Adama Mickiewicza (był w jednej klasie z Janem Kottem i Ryszardem Matuszewskim). Był harcerzem 3 Warszawskiej Drużyny Harcerzy im. ks. Józefa Poniatowskiego. Po ukończeniu studiów ekonomicznych w 1936 był starszym asystentem w katedrze ekonomiki Uniwersytetu w Poznaniu. 29 czerwca 1937 ukończył Szkołę Podchorążych Rezerwy Artylerii im. Marcina Kątskiego, skierowany na praktykę w 2. Dywizjonie Artylerii Konnej im. gen. Józefa Sowińskiego w Łomży.

### Okres wojny

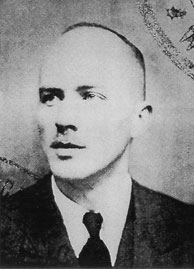
Jan Nowak-Jeziorański w 1943 roku

Zmobilizowany w sierpniu 1939, przydzielony do Ośrodka Zapasowego Artylerii nr 2, uczestniczył w obronie Włodzimierza Wołyńskiego, od 17 września w niewoli niemieckiej. Uciekł z niewoli w listopadzie 1939. W latach 1940–1941 jako reichsdeutsch (obywatel Rzeszy zamieszkały na jej terenie) zatrudniony w Komisarycznym Urzędzie Powierniczym, zajmował się mieniem pożydowskim.
Prawdopodobnie w kwietniu 1941 zaprzysiężony na rotę ZWZ/AK w BIP, działał jako kolporter nielegalnej prasy antyniemieckiej, następnie inspektor sieci Wydziału Informacji Oddziału VI KG ZWZ/AK (BIP) oraz Podwydziału „N” – zakonspirowanej komórce rozprowadzającej materiały propagandowe, których celem było obniżenie morale żołnierzy niemieckich. Od 1940 lub 1941 pracował także z polecenia ZWZ w administracji niemieckiej, aby uzyskać dokumenty okupanta pomocne polskim organizacjom konspiracyjnym. W 1940 zadebiutował jako publicysta polityczny, drukując w podziemnym wydawnictwie „Znak” esej o Konstytucji 3 maja.
Awansowany na stopień podporucznika, ze starszeństwem od 10 sierpnia 1942. Od 11 kwietnia do 5 maja 1943 jako kurier akcji „N” do Sztokholmu (Szwecja), na początku czerwca dostarczył raport „Anna” dot. działalności propagandowej AK w jęz. niemieckim. Powrócił do Warszawy 1 lipca, miesiąc później odznaczony Krzyżem Walecznych.
15 października 1943 wyruszył jako emisariusz Komendanta Głównego AK do Sztabu Naczelnego Wodza w Londynie, popłynął statkiem z Gdyni do Malmö, tam aresztowany. Zwolniony po kilku dniach wskutek działań konsula R.P., 7 listopada dotarł do Sztokholmu, 16 grudnia samolotem przyleciał do Wielkiej Brytanii. Dostarczył do SNW raport o działalności Polskiego Państwa Podziemnego. 24 stycznia 1944 odznaczony przez gen. broni Kazimierza Sosnkowskiego Orderem Virtuti Militari. Pozostał w dyspozycji SNW, uczestniczył w rozmowach politycznych, spotykał się z Naczelnym Wodzem, premierem Stanisławem Mikołajczykiem, prezydentem Władysławem Raczkiewiczem, premierem Wielkiej Brytanii Winstonem Churchillem, udzielał wywiadów, wystąpił w brytyjskiej Izbie Gmin. Awansowany na stopień porucznika 1 marca 1944.
Na polecenie Naczelnego Wodza miał dostarczyć do KG AK rozkaz o niewszczynaniu Powstania Warszawskiego. Skierowany na szkolenie spadochronowe, złamał rękę co uniemożliwiało skok. 11 lipca 1944 z Londynu przez Gibraltar, Algier, Neapol przerzucony na stację wyczekiwania Głównej Bazy Przerzutowej „Jutrzenka” w Latiano nieopodal Brindisi. Przydzielony do Oddziału VI (Specjalnego) Sztabu Naczelnego Wodza.
Znajomość języków: niemiecki. Zwykły Znak Spadochronowy nr 0256, Bojowy Znak Spadochronowy nr 1567.

Przerzucony do okupowanej Polski w nocy 25/26 lipca 1944 w sezonie operacyjnym „Riposta”, w operacji lotniczej „Wildhorn III” („Most 3”). Samolot Dakota KG-477 „V” (267 Dywizjon RAF) wystartował z lotniska Campo Casale nieopodal Brindisi, po drugim podejściu wylądował o godz. 00.23 na lądowisku „Motyl” w okolicach miejscowości Wał Ruda (pow. brzeski) oraz Jadowniki Mokre, 18 km od Tarnowa. Razem z nim wylądowali cichociemni: kpt. dypl. Kazimierz Bilski ps. Rum, ppor. Leszek Starzyński ps. Malewa, mjr Bogusław Wolniak ps. Mięta. Po pięciu minutach samolot był rozładowany i załadowany. Jednak przy starcie w drogę powrotną, koła samolotu ugrzęzły w podmokłej ziemi, dopiero przy czwartej próbie, po ok. 65 min. pilot poderwał „Dakotę” do lotu. Z Polski samolotem odlecieli: Tomasz Arciszewski ps. Stanisław, Józef Retinger ps. Salamander, por. Jerzy Chmielewski ps. Rafał, por. Tadeusz Chciuk ps. Celt, ppor. Czesław Miciński. Głównym celem operacji było przerzucenie na Zachód z okupowanej Polski zdobytych przez wywiad AK informacji oraz części rakiety V2 (A-4). Oficer wywiadu AK por. Jerzy Chmielewski, ps. Rafał zabrał ze sobą do Londynu siedem najważniejszych części rakiety oraz 30 stron Meldunku specjalnego 1/R nr 242. Pociski rakietowe. 

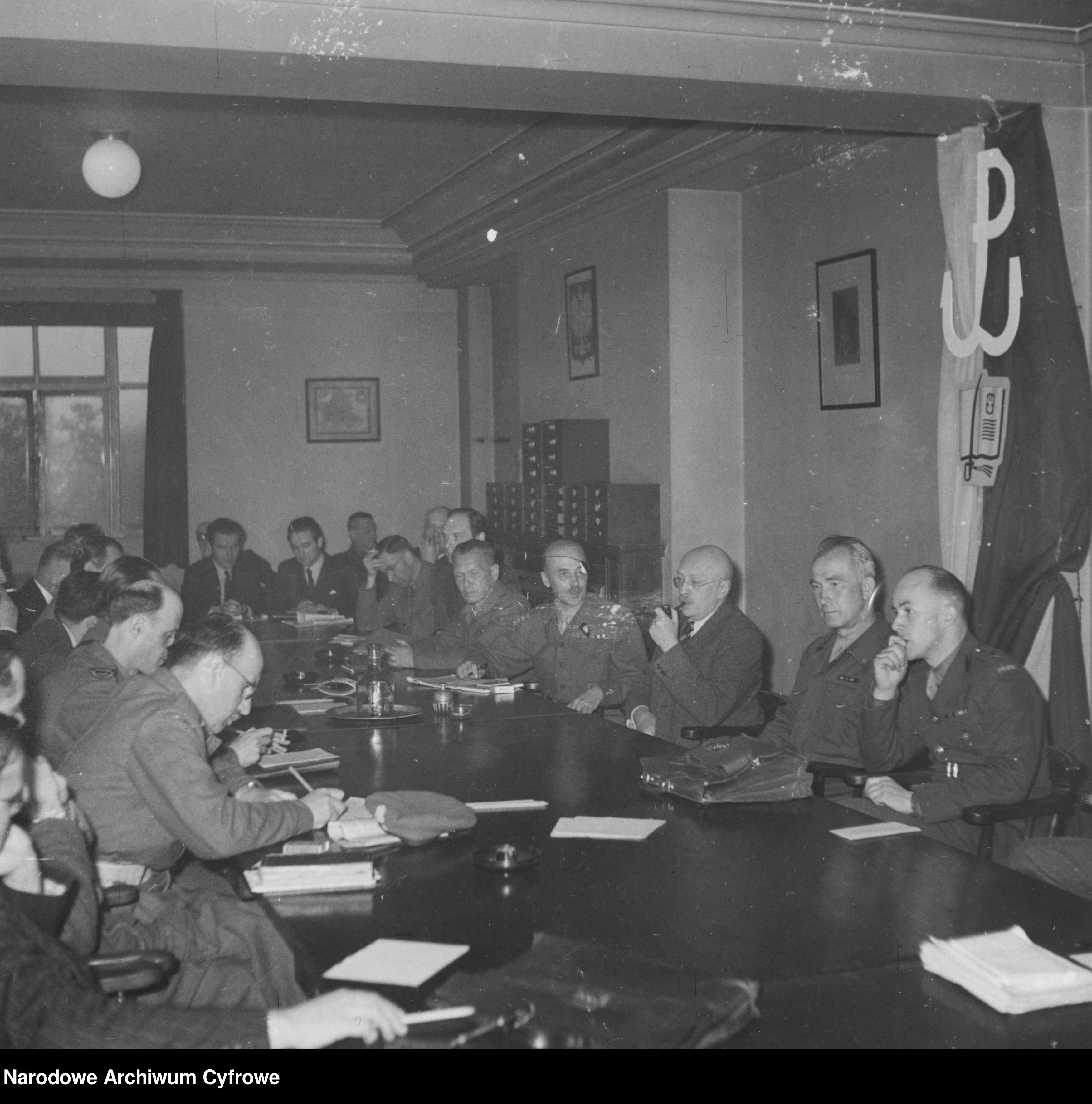
Konferencja prasowa Naczelnego Wodza gen. Tadeusz Bora-Komorowskiego. W prawym rzędzie od prawej: ppor. Jan Nowak-Jeziorański, gen. Antoni Chruściel, minister Adam Pragier, gen. Tadeusz Bór-Komorowski, gen. Tadeusz Pełczyński. Londyn, 1945

#### Powstanie warszawskie
26 lipca 1944 dotarł do Warszawy, doręczył rozkaz Naczelnego Wodza o niewszczynaniu powstania warszawskiego gen. Tadeuszowi Komorowskiemu, przekazał także informację o braku możliwości znaczącego wsparcia powstania drogą lotniczą.
W powstaniu warszawskim jako oficer Oddziału VI KG AK, radio „Błyskawica”. Pracował dla BIP Komendy Głównej AK, redagował depesze dla Londynu, nadawane otwartym tekstem, do 4 października był spikerem powstańczego radia „Błyskawica”, redagował audycje w jęz. angielskim (wygłaszał je przed mikrofonem pilot RAF John Ward). Audycje redagował zespół pracowników Polskiego Radia oraz Biura Propagandy i Informacji KG AK. Radio rozpoczęło nadawanie swych audycji 8 sierpnia 1944 o godz. 9.45. Miało siedzibę początkowo w budynku PKO przy ul. Jasnej 9, potem w kawiarni „Adria” przy Moniuszki 10, następnie w byłej ambasadzie sowieckiej przy Poznańskiej 15 oraz w Bibliotece Publicznej na ul. Koszykowej.
Podczas powstania warszawskiego wziął ślub z Jadwigą Wolską, łączniczką „Gretą”. Ich ślub odbył się w przerwie między pogrzebami. Trwał zaledwie siedem minut. Jadwiga Nowak-Jeziorańska zmarła w 1999 w Stanach Zjednoczonych.
Po kapitulacji Powstania jako emisariusz cichociemnego, gen. Leopolda Okulickiego ps. Niedźwiadek, 3 października 1944 wraz z żoną wyruszył do Sztabu Naczelnego Wodza w Londynie z dokumentami sztabowymi, zdjęciami oraz filmami z Powstania. Według relacji ppłk dypl. Mieczysława Lisiewicza wyruszył w drogę szlakiem przerzutowym wywiadu brytyjskiego, przez Bawarię i Szwajcarię; m.in. dostarczył Amerykanom informacje z Rzeszy o stanie niemieckich prac nad bronią atomową. Miał zostać przerzucony na Zachód w operacji „Wildhorn IV” (Most 4), jednak operację odwołano w trakcie lotu. Przez Częstochowę, Kraków, koleją przez Niemcy do Stuttgartu dotarł do granicy ze Szwajcarią. Po przekroczeniu granicy 26 grudnia 1944 aresztowany wraz z żoną. Po zwolnieniu dotarł do Lyonu, następnie samolotem 22 stycznia 1945 do Londynu. Awansowany na stopień kapitana, ze starszeństwem od 1 lutego 1944.

### Po wojnie
Pozostał na emigracji. 7 lipca 1945 przeniesiony z Oddziału VI (Specjalnego) Sztabu Naczelnego Wodza do Samodzielnego Wydziału do Spraw Niemieckich SNW. Działał w Polskim Ruchu Wolnościowym „Niepodległość i Demokracja”. W latach 1948–1951 pracował w redakcji polskiej brytyjskiej rozgłośni BBC.

#### Radio Wolna Europa

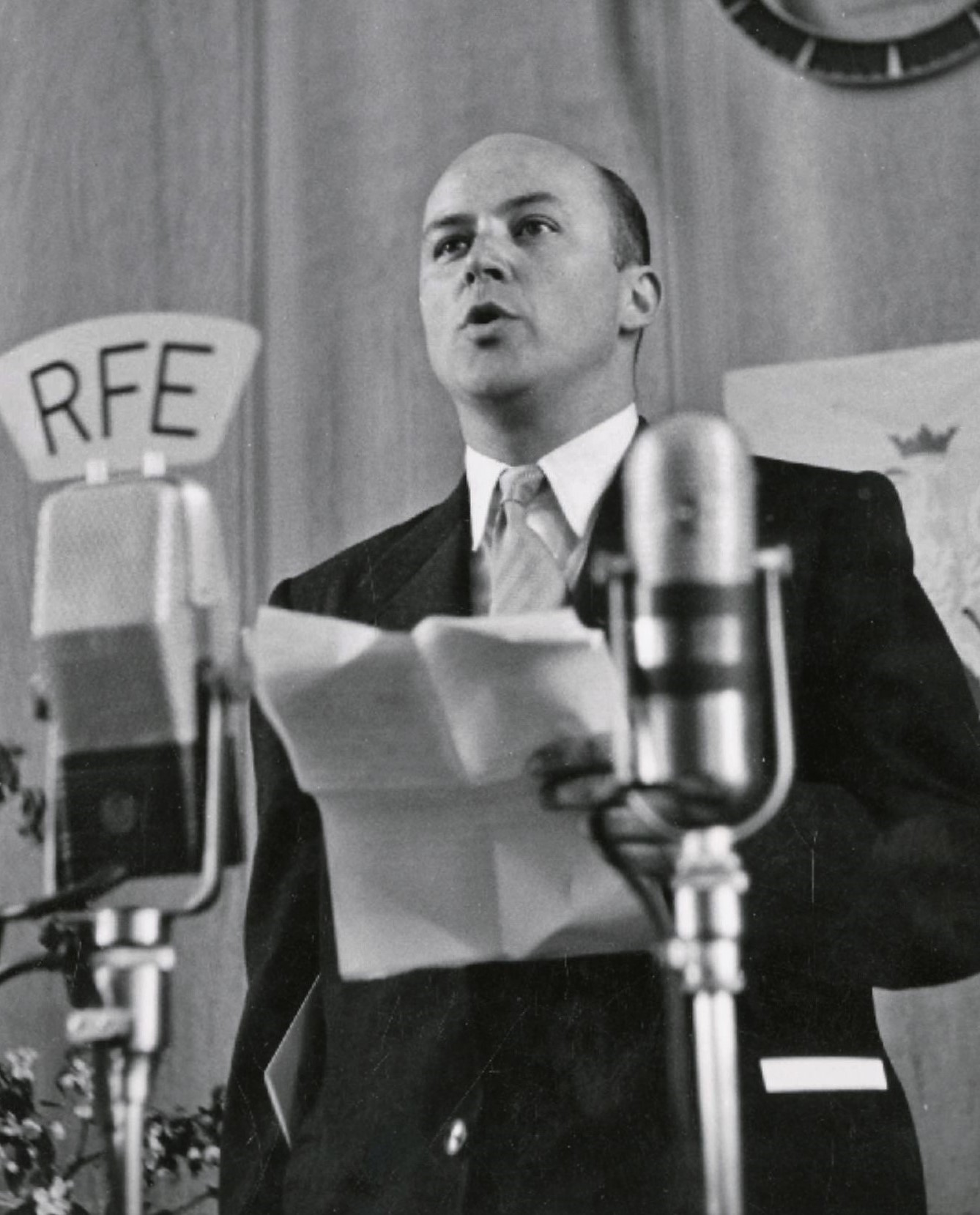
Jan Nowak-Jeziorański przemawia w Radio Wolna Europa, 3 maja 1952

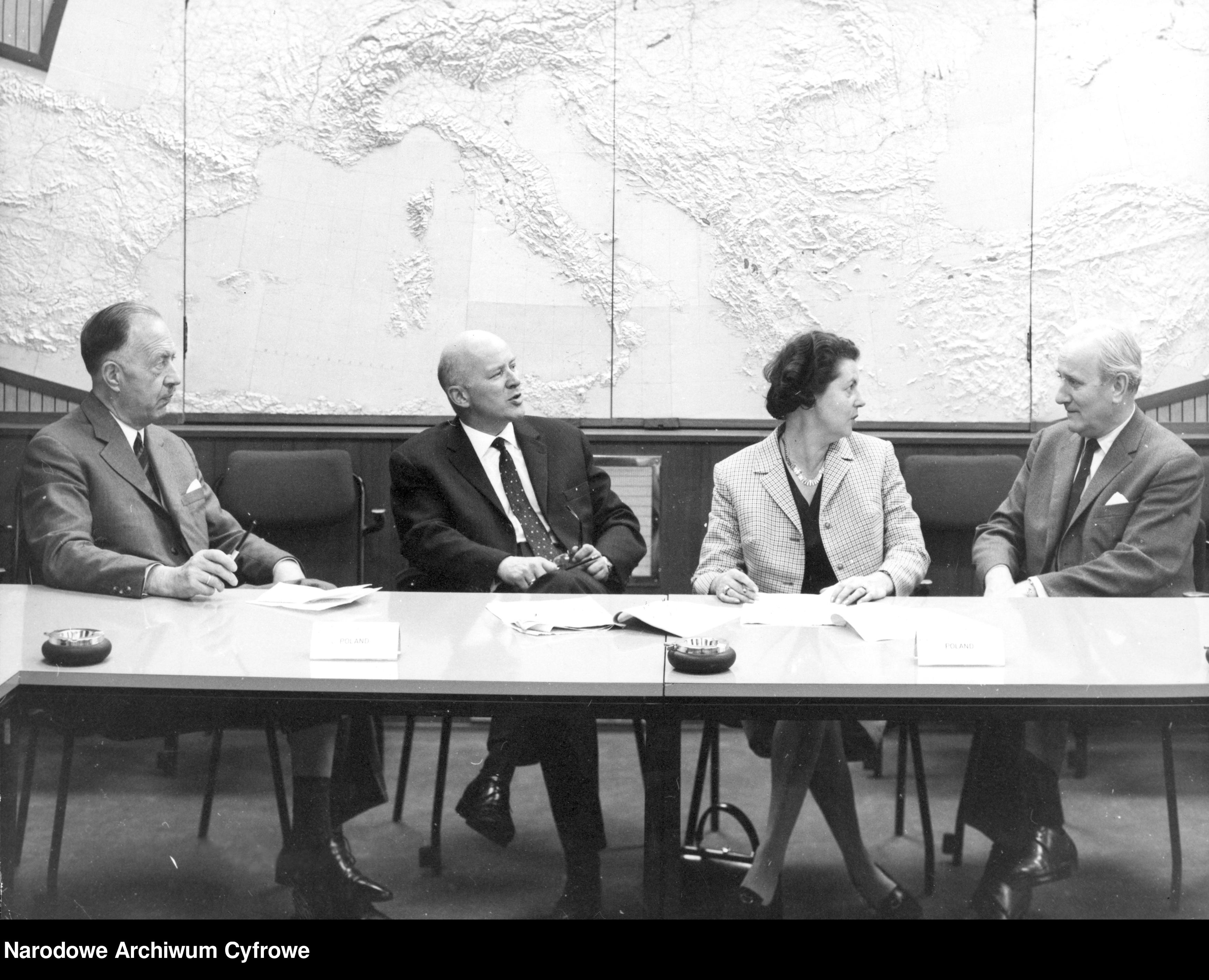
Konferencja programowa Rozgłośni Polskiej Radia Wolna Europa. Siedzą od lewej: Tadeusz Zawadzki-Żenczykowski, Jan Nowak-Jeziorański, Hanna Ratowa, Cezary Szulczewski (1961)

Pod koniec 1951 roku podjął się kierowania Rozgłośnią Polską Radia Wolna Europa z siedzibą w Monachium. Organizował ją przez kilka miesięcy, tworząc przede wszystkim zespół pracowników. Pierwsza audycja została nadana do kraju 3 maja 1952. Rozgłośnią Polską RWE kierował nieprzerwanie do 31 grudnia 1975, kiedy to zastąpił go Zygmunt Michałowski.

#### Kongres Polonii Amerykańskiej
Od 1976 r. w USA, zamieszkał w Waszyngtonie. W latach 1979–1996 dyrektor krajowy Kongresu Polonii Amerykańskiej. Od 1977 do stycznia 1989 doradca ds. Europy Wschodniej w Departamencie Stanu USA w okresie prezydentury Jimmy Cartera oraz Ronalda Reagana. Członek Polskiego Towarzystwa Naukowego na Obczyźnie (od 1985).

### Ostatnie lata życia w Polsce
Po raz pierwszy po wojnie przyjechał do Polski w sierpniu 1989 na zaproszenie Lecha Wałęsy. 21 lipca 2002 powrócił na stałe, zamieszkał w Warszawie. Przez cały czas zaangażowany aktywnie w działalność polityczną.
W wyborach prezydenckich w 1995 r. Nowak-Jeziorański poparł Lecha Wałęsę, uważając go za gwarancję kontynuacji prozachodniej polityki zagranicznej Polski. Został przez niego zaproszony do debaty telewizyjnej z Aleksandrem Kwaśniewskim, któremu wspólnie z Jerzym Markiem Nowakowskim zadawał pytania.
W czasie kampanii wyborczej w 2000 r. nie popierał ponownej elekcji Aleksandra Kwaśniewskiego. Ostatecznie poparł kandydaturę Andrzeja Olechowskiego.
Zwycięstwo Sojuszu Lewicy Demokratycznej w wyborach parlamentarnych w 2001 r. uznał za ważny krok w kierunku integracji z Unią Europejską i, mimo swego sceptycznego podejścia do lewicy postkomunistycznej, w wywiadzie dla polskiego radia powiedział: Ja mogę nie lubić tego rządu, ale on został wyłoniony w wolnych wyborach i jest moim rządem, bo jest rządem polskim.
Nawiązując do tytułu książki Polska z oddali, stwierdził wówczas: Przychodzi moment, kiedy nie wolno patrzeć na kraj z oddali. Dlatego postanowiłem patrzeć na Polskę z bliska.
Od początku dyskusji o przystąpieniu Polski do Unii Europejskiej angażował się po stronie integracji i był przekonany, że nie ma alternatywy dla integracji kraju z Unią. Współpracował z instytucjami naukowymi i opiniotwórczymi szerzącymi idee jedności i współpracy europejskiej (Polska Fundacja im. Roberta Schumana i Instytut Studiów Strategicznych).

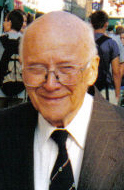
Jan Nowak-Jeziorański

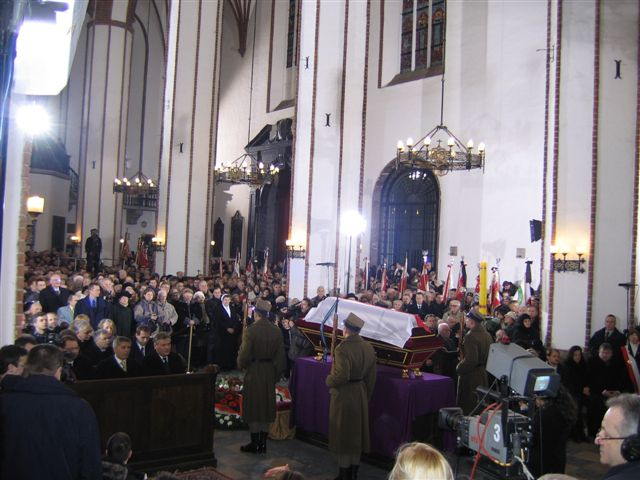
Pogrzeb „Kuriera z Warszawy” – msza w bazylice archikatedralnej św. Jana Chrzciciela, Warszawa 26 stycznia 2005

W listopadzie 2002 prezydent Litwy Valdas Adamkus w uznaniu zasług Jeziorańskiego we wspieraniu Litwy w dążeniu do NATO nadał mu tytuł honorowego obywatela Litwy.
Zabrał głos w debacie, jaka rozgorzała na tle zaangażowania się Polski po stronie USA w konflikcie irackim. Według niego samo wysłanie polskich wojsk do Iraku było błędem, ale kiedy już do tego doszło, Polska – jego zdaniem – powinna stanowczo domagać się od Waszyngtonu konkretnych korzyści w zamian za militarną pomoc w Iraku.
Był m.in. współzałożycielem i prezesem honorowym Stowarzyszenia Pracowników Rozgłośni Polskiej Radia Wolna Europa w Warszawie oraz współzałożycielem i honorowym przewodniczącym Rady Fundacji Kolegium Europy Wschodniej we Wrocławiu. Od 2004 we Wrocławiu wręczana jest corocznie Nagroda Jana Nowaka-Jeziorańskiego. Jej pierwszym laureatem został Tadeusz Mazowiecki. Przewodnim mottem nagrody jest „myślenie o państwie, jako dobrem ogólnym”. Jej laureatami było wielu międzynarodowych mężów stanu.

### Śmierć i pogrzeb

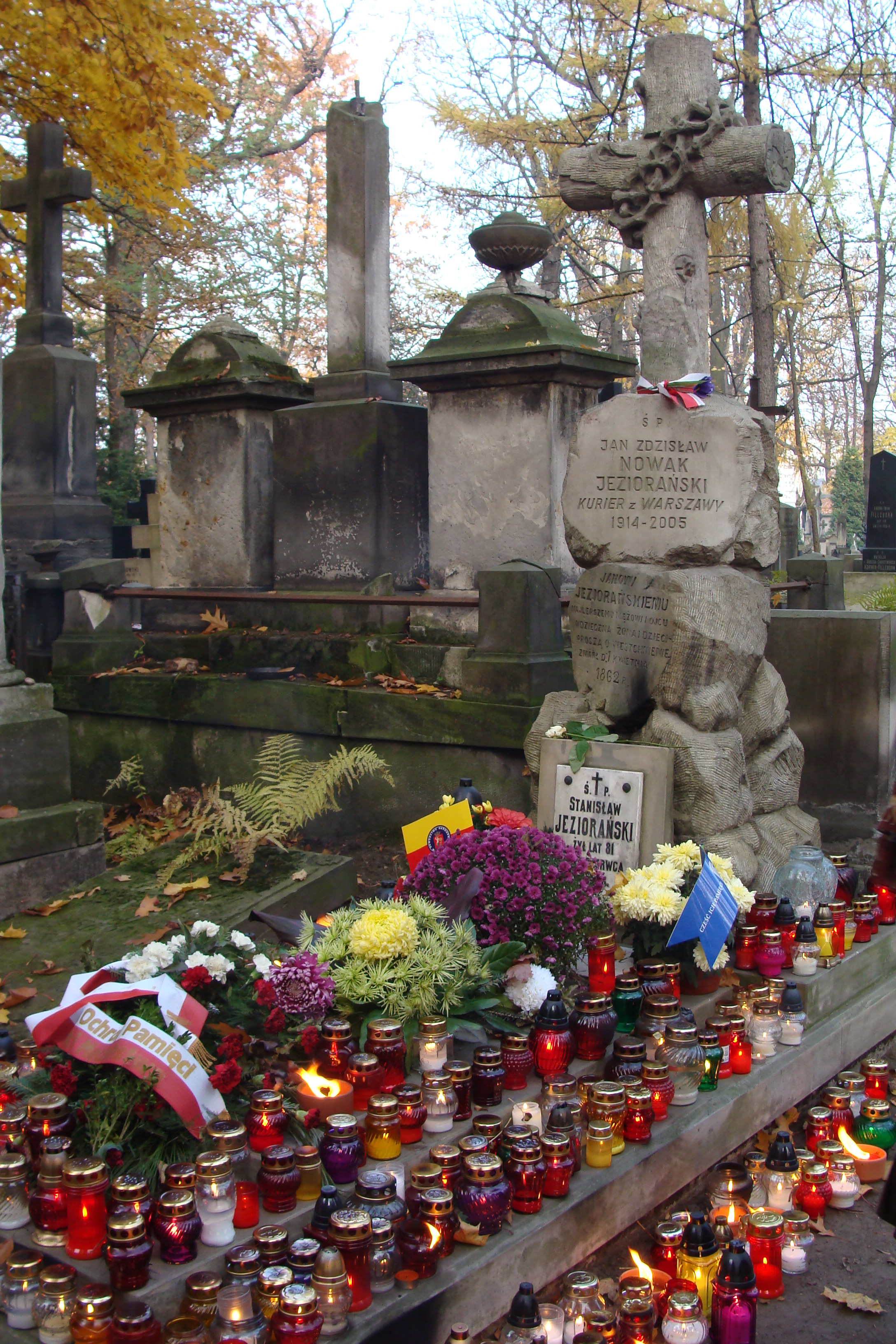
Grób Jana Nowaka-Jeziorańskiego na cmentarzu Powązkowskim

Zmarł 20 stycznia 2005 w szpitalu im. prof. Orłowskiego w Warszawie. Uroczysty pogrzeb odbył się 26 stycznia 2005. Na dziedziniec Zamku Królewskiego w Warszawie, gdzie wystawiono trumnę, przybyli tłumnie mieszkańcy Warszawy i delegacje innych regionów kraju oraz wiele osobistości ze świata kultury i polityki, wśród nich ówczesny Prezydent RP Aleksander Kwaśniewski, premier rządu RP Marek Belka, prezydent Warszawy Lech Kaczyński, marszałkowie Sejmu i Senatu – Włodzimierz Cimoszewicz i Longin Pastusiak, a także Władysław Bartoszewski oraz Tadeusz Mazowiecki. Trumna, w której złożono ciało zmarłego, była pierwotnie przeznaczona dla szczątków ostatniego króla Polski, Stanisława Augusta Poniatowskiego. Jan Nowak-Jeziorański został pochowany w rodzinnym grobie Jeziorańskich na Powązkach (kwatera 7-4-30).

## Działalność radiowa

### Polskie Radio
Przez wiele lat Nowak-Jeziorański był związany z Polskim Radiem. Pierwszy raz wystąpił w latach 30. w audycji harcerskiej, mając 16 lat. Podczas okupacji współpracował z powstańczym radiem „Błyskawica”, przez które przekazywał warszawiakom informacje o najnowszych wydarzeniach z frontu. W 1994 rozpoczął cykl felietonów „Polska z oddali”, nadawanych w Programie I Polskiego Radia. Następnie wygłaszał cykliczne komentarze pod tytułem „Polska z bliska”.

### Radio Wolna Europa
Był niezwykle aktywnym działaczem politycznym, autorem wielu książek, setek artykułów. Angażował się w wiele jawnych i mniej jawnych akcji politycznych. Bodaj największym jednak jego osiągnięciem była praca radiowa, a szczególnie jego działalność w kierowaniu Rozgłośnią Polską Radia Wolna Europa. W początkowej fazie organizowania rozgłośni Radio Free Europe szefami sekcji polskiej w Nowym Jorku byli Lesław Bodeński i Stanisław Strzetelski. Po wybuchu wojny koreańskiej władze USA postanowiły reorganizować rozgłośnię RWE i zapewnić jej wysoki standard radiowo-profesjonalny. Służyć temu miało bezpośrednie ulokowanie całej rozgłośni w Monachium i zapewnienie jej należytej obsługi technicznej, finansowej i dziennikarskiej. Po konsultacjach z przedstawicielami Rady Narodowej RP funkcję szefa Rozgłośni Polskiej w Monachium powierzono w grudniu 1951 Janowi Nowakowi-Jeziorańskiemu. Jeszcze przed upływem końca miesiąca Nowak-Jeziorański powołał skład osobowy redakcji, w którym znaleźli się fachowcy z przedwojennego Polskiego Radia, korespondenci PAT, polscy dziennikarze i publicyści polityczni.

### Nagrody, odznaki
Po latach Polskie Radio przyznało mu nagrodę Złotego Mikrofonu i odznakę honorową Polskiego Radia. W 2002 Nowak-Jeziorański został uhonorowany Diamentowym Mikrofonem za niepowtarzalną rolę, jaką odegrał, kierując Rozgłośnią Polską Radia Wolna Europa oraz promując przemiany dokonujące się w Polsce, a zwłaszcza przystąpienie Polski do NATO oraz proces integracji z Unią Europejską. W tym samym roku radiowe studio S-4 otrzymało imię „Radia Wolna Europa”.

## Publikacje

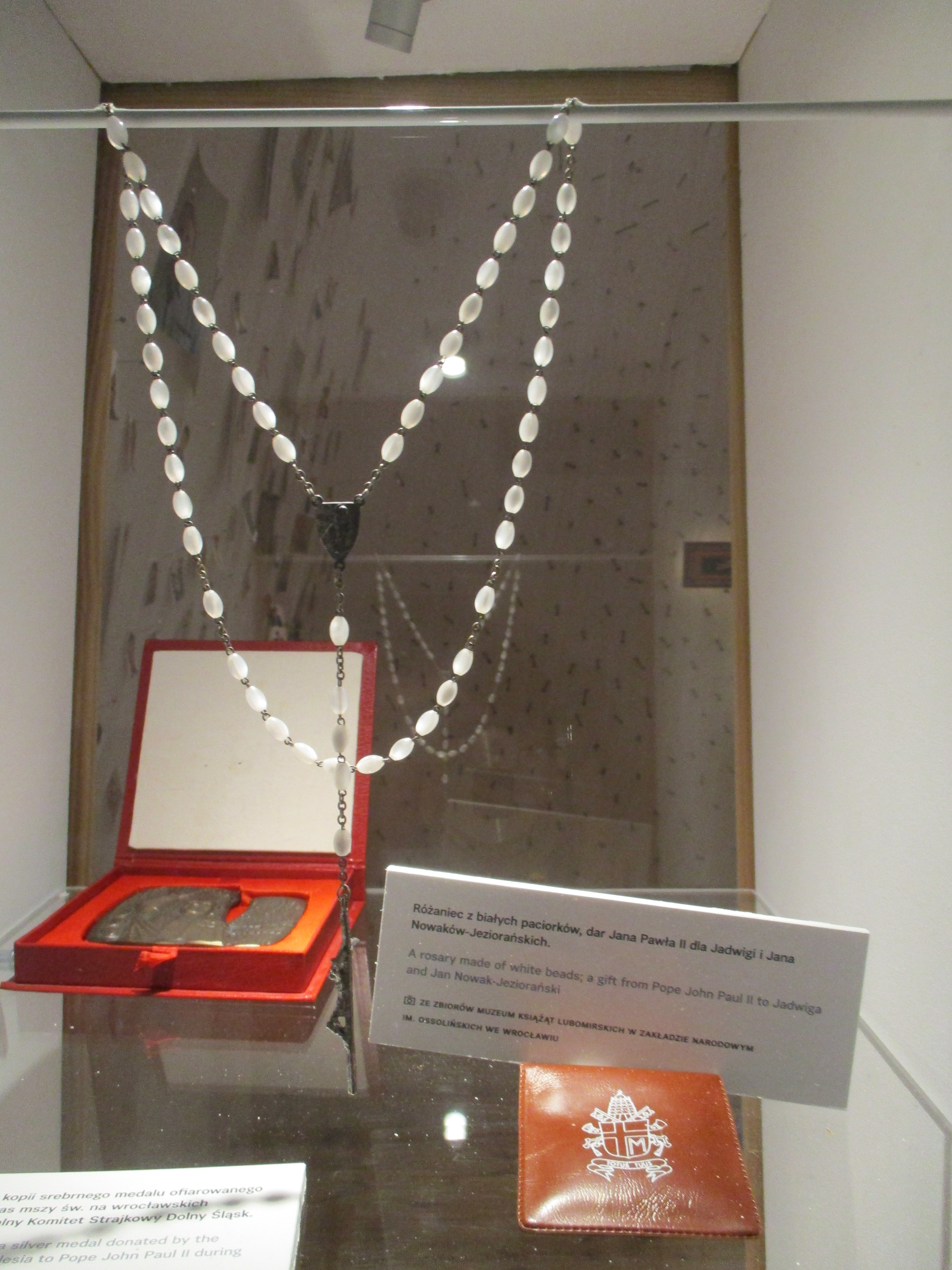
Różaniec z białych paciorków, dar Jana Pawła II dla Jadwigi i Jana Nowaków-Jeziorańskich (Centrum Historii Zajezdnia we Wrocławiu)

Był autorem książek o tematyce politycznej i niezliczonych audycji radiowych (w tym słynne pogadanki w RWE), jednocześnie cenionym ekspertem w sprawach politycznych, aż do śmierci aktywnym w mediach.
- Polska droga ku wolności 1952–1973 (Gryf Publications Ltd, Londyn 1974)
- Kurier z Warszawy (Odnowa, Londyn 1978, ISBN 0-903705-184 [oprawa twarda], ISBN 0-903705-656 [oprawa miękka]; wydania krajowe poza cenzurą od 1981, pierwsze krajowe oficjalne: Wydawnictwo Res Publica – Społeczny Instytut Wydawniczy „Znak” 1989, ISBN 83-7006-102-8)
- Polska pozostała sobą (Polonia Book Fund, Londyn 1980)
- Wojna w eterze. Wspomnienia Tom I 1948-1956 (Odnowa, Londyn 1985, 1986, ISBN 0-903705-56-7)
- Polska z oddali. Wojna w eterze – wspomnienia 1956-1976 (Odnowa, Londyn 1988, ISBN 0-903705-64-8)
- W poszukiwaniu nadziei (Spółdzielnia Wydawnicza „Czytelnik” 1993, ISBN 83-07-02295-9)Zdjęcie z artykułu „Nie ma demokracji bez podziałów” w nr 0 „Dziennika Dolnośląskiego” z lewej Włodzimierz Suleja, z prawej Jan Nowak-Jeziorański

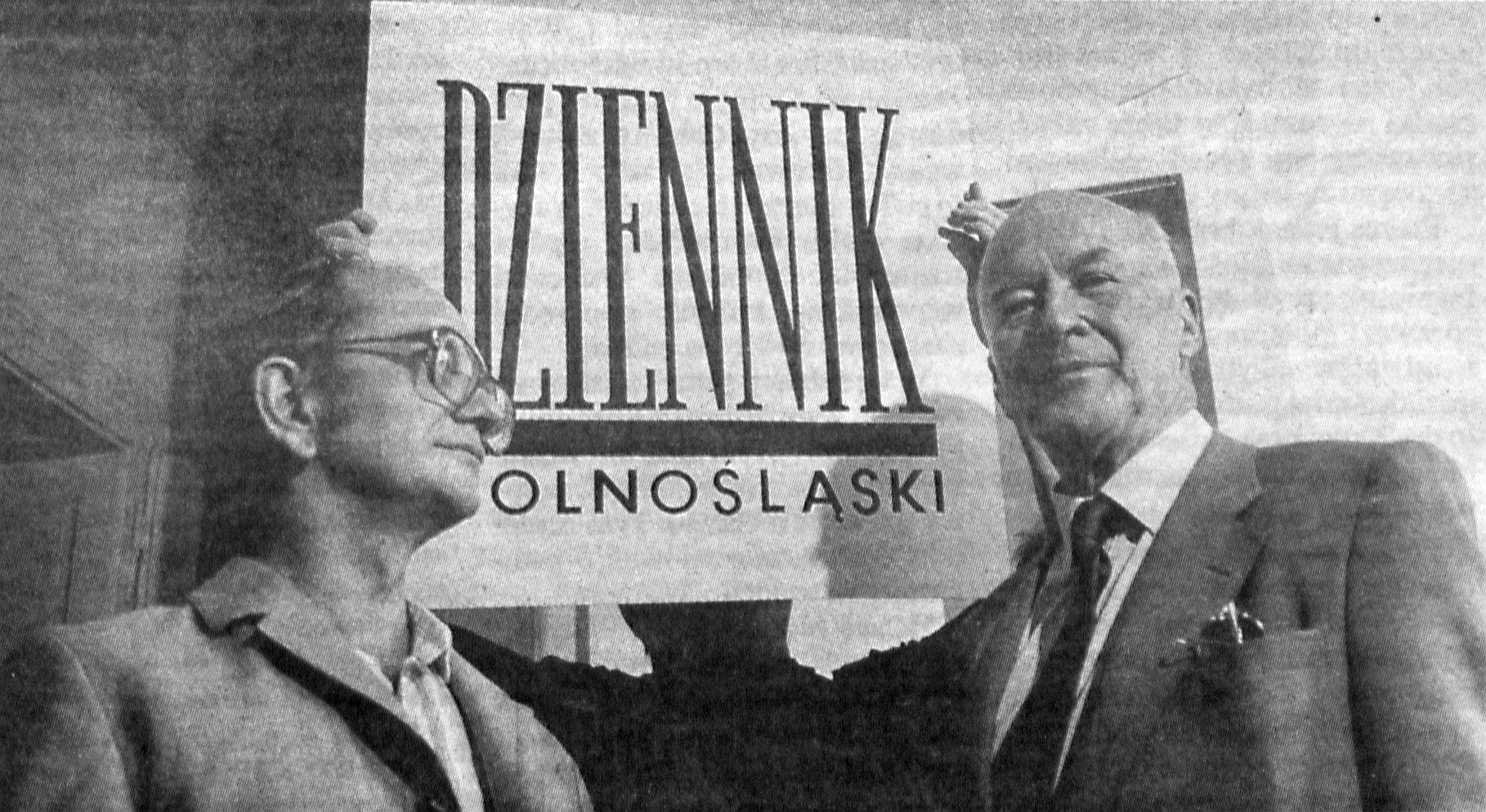
Zdjęcie z artykułu „Nie ma demokracji bez podziałów” w nr 0 „Dziennika Dolnośląskiego” z lewej Włodzimierz Suleja, z prawej Jan Nowak-Jeziorański

- Rozmowy o Polsce (Spółdzielnia Wydawnicza „Czytelnik” 1995, ISBN 83-07-02466-8)
- Polska wczoraj, dziś i jutro (Spółdzielnia Wydawnicza „Czytelnik” 2000, ISBN 83-07-02748-9)
- Fakty, wydarzenia, opinie (Spółdzielnia Wydawnicza „Czytelnik” 2001, ISBN 83-07-02857-4)
- Jan Nowak-Jeziorański, Jerzy Giedroyc, Listy 1952–1998 (wybór, opracowanie i wstęp Dobrosława Platt; Towarzystwo Przyjaciół Ossolineum 2001, ISBN 83-7095-052-3; seria: „Archiwum Jana Nowaka-Jeziorańskiego w Zakładzie Narodowym im. Ossolińskich”, tom 1)
- Polska z bliska (Wydawnictwo Znak 2003, ISBN 83-240-0296-0)
- Polska droga do NATO / Poland’s road to NATO (wybór i opracowanie Dobrosława Platt; wstęp Jerzy Koźmiński; Towarzystwo Przyjaciół Ossolineum 2006, ISBN 83-7095-079-5; seria: „Archiwum Jana Nowaka-Jeziorańskiego w Zakładzie Narodowym im. Ossolińskich”, tom 2)

Swoje zbiory archiwalne Jan Nowak-Jeziorański przekazał Zakładowi Narodowemu im. Ossolińskich. Część księgozbioru znajduje się także w Bibliotece Centrum Informacji im. Jana Nowaka-Jeziorańskiego mieszczącego się w tym samym budynku co jego warszawskie mieszkanie – przy ul. Czerniakowskiej 178a w Warszawie.

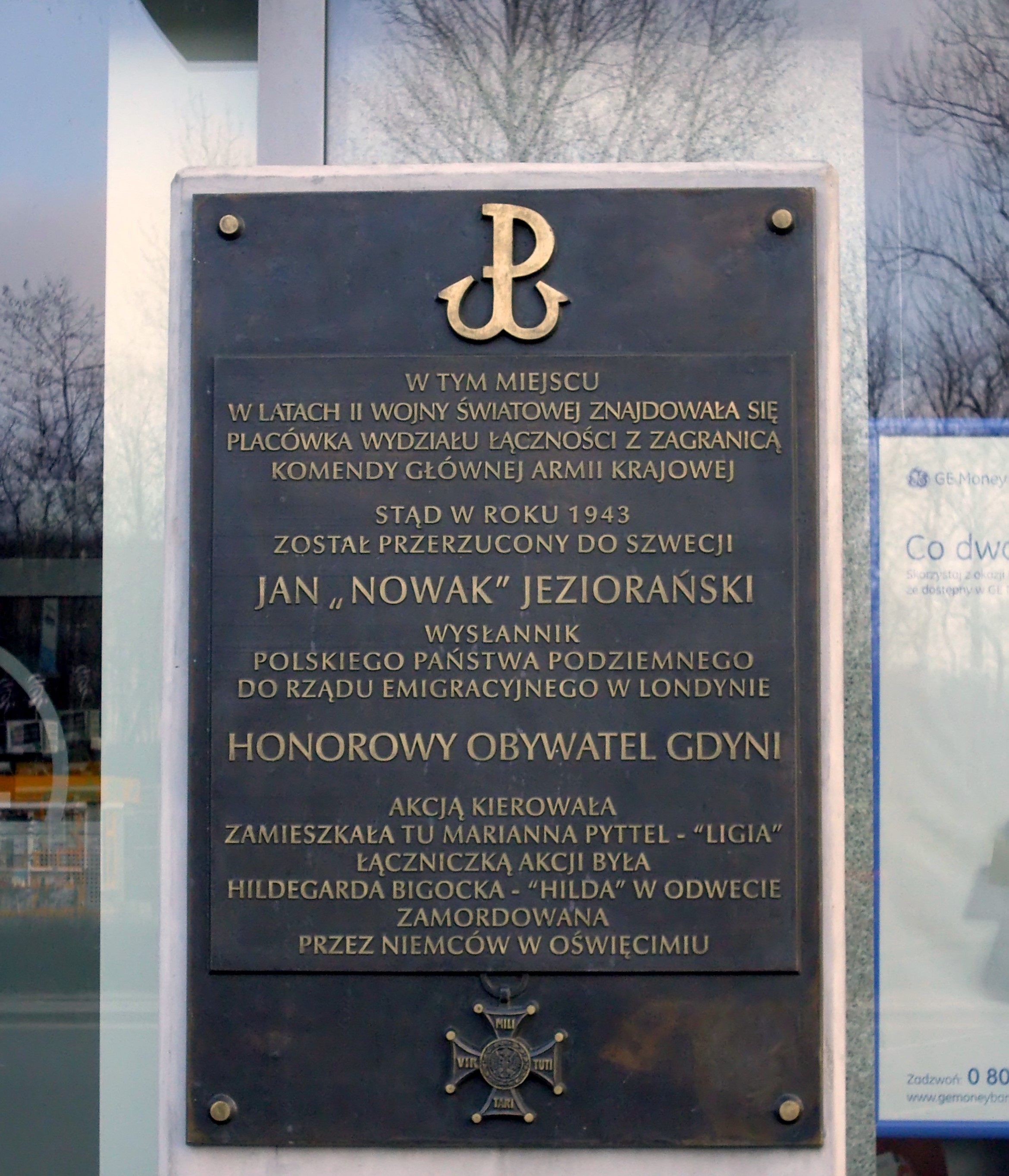
Tablica upamiętniająca Jana Nowaka Jeziorańskiego, przy ulicy Władysława IV 59 w Gdyni

## Awanse
- bombardier podchorąży – czerwiec 1937
- podporucznik – ze starszeństwem od 10 sierpnia 1942
- porucznik – 1 marca 1944
- kapitan – ze starszeństwem od 1 lutego 1944[9]

## Odznaczenia i nagrody

### Odznaczenia
- Order Orła Białego – 1994[25]
- Krzyż Srebrny Orderu Virtuti Militari – 1944[26]
- Wielka Wstęga Orderu Odrodzenia Polski – 1990; przyznany przez Prezydenta RP na Uchodźstwie[27]
- Krzyż Kawalerski Orderu Odrodzenia Polski[26]
- Krzyż Komandorski z Gwiazdą Orderu Zasługi Rzeczypospolitej Polskiej – 1993[28]
- Krzyż Walecznych[26]
- Krzyż Armii Krajowej[29]
- Medal za Odwagę w Sprawie Wolności – Wielka Brytania[30]
- Wielki Krzyż Komandorski Orderu Wielkiego Księcia Giedymina – Litwa, 1998[31]
- Prezydencki Medal Wolności – Stany Zjednoczone, 1996[26]

### Nagrody i wyróżnienia
- „Honorowy Złoty Mikrofon” (1993)[32]
- Nagroda im. Ksawerego Pruszyńskiego, przyznana przez polski PEN Club (1998)[33]
- „Wiktor” – Nagroda Akademii Telewizyjnej (1999)
- Nagroda Kisiela (1999)
- Medal „Lumen Mundi” (2001)
- „Człowiek Roku Gazety Polskiej” (2001)[34]
- Nagroda im. księdza Józefa Tischnera (2001)[35]
- Nagroda „Człowiek Pojednania 2002”, przyznana przez Polską Radę Chrześcijan i Żydów za wkład w dialog chrześcijańsko-żydowski w Polsce
- „Diamentowy Mikrofon” (2002)[36][37]
- „Superwiktor” – Nagroda Akademii Telewizyjnej (2003)
- Złota Statuetka za zasługi dla rozwoju polskiej demokracji przyznana przez Business Centre Club (2003)

### Honorowe obywatelstwa
- Honorowy Obywatel Miasta Gdyni (1995)
- Honorowy Obywatel Miasta Poznania (2000)[38]
- Honorowy Obywatel Wrocławia (2000)[39]
- Honorowy Obywatel Miasta Krakowa (2001)[40]
- Honorowy Obywatel Miasta Gdańska (2002)
- Honorowy Obywatel miasta stołecznego Warszawy (2003)

### Doktoraty honoris causa
Jan Nowak-Jeziorański był doktorem honoris causa kilku uniwersytetów, w tym Uniwersytetu Jagiellońskiego, Wrocławskiego, Warszawskiego oraz im. Mickiewicza w Poznaniu.

## Upamiętnienie

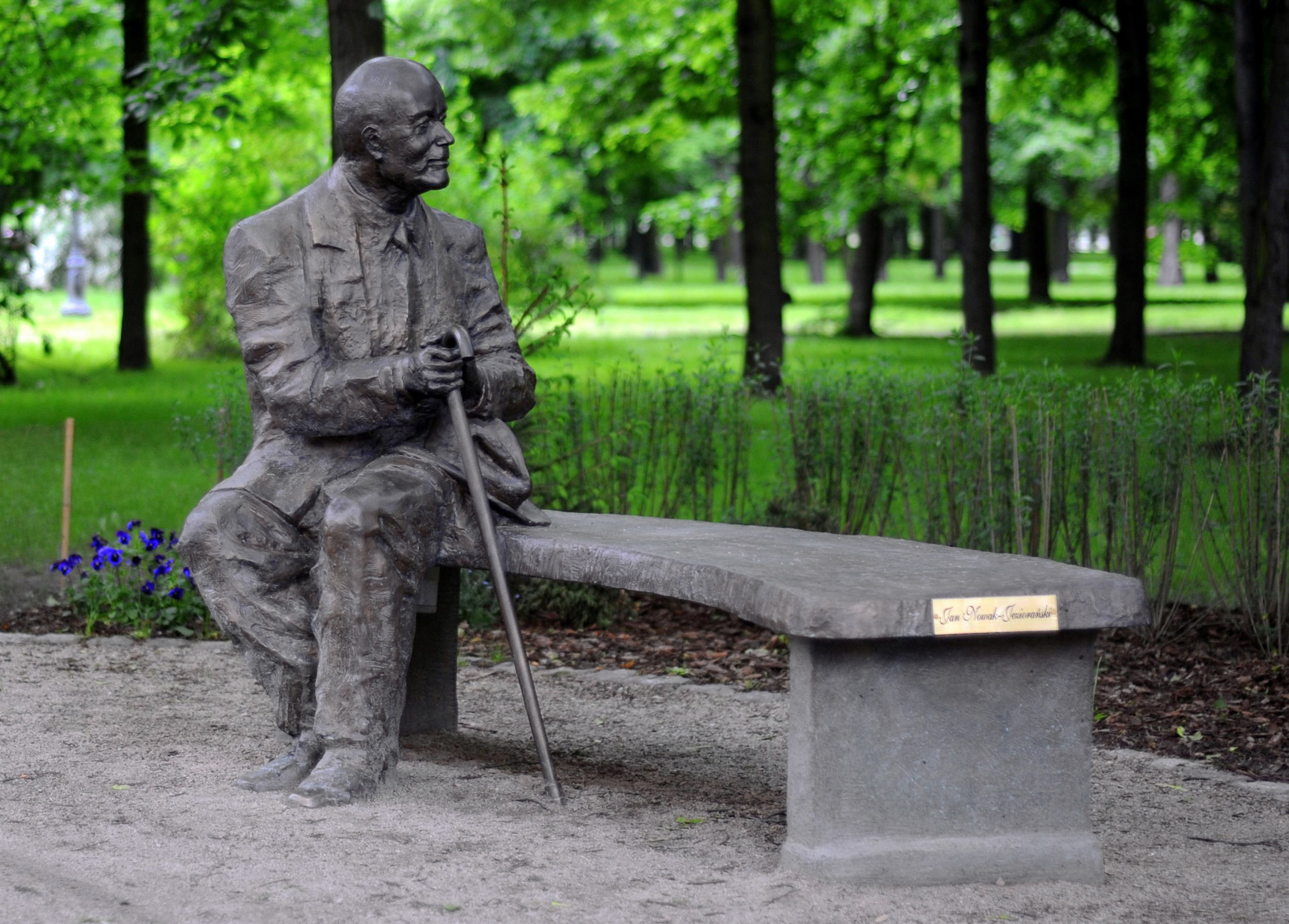
Ławeczka Jana Nowaka-Jeziorańskiego przy ul. Czerniakowskiej w Warszawie

Po śmierci został patronem LXVII Liceum Ogólnokształcącego w Warszawie, Gimnazjum nr 1 w Tarnowie, Gimnazjum nr 58 w Poznaniu, XXXVIII Liceum Ogólnokształcącego w Poznaniu, Szkoły Podstawowej nr 162 w Łodzi, Zespołu Szkół Techniczno-Informatycznych w Łodzi, Gimnazjum w Milejewie oraz auli i czternastej promocji Krajowej Szkoły Administracji Publicznej.
W dzień po śmierci, 21 stycznia 2005, imię Jana Nowaka-Jeziorańskiego nadano głównej sali wykładowej w Muzeum Powstania Warszawskiego.
W 2006 roku na Powiślu w Warszawie został odsłonięty pomnik Ławeczka Jana Nowaka Jeziorańskiego autorstwa Wojciecha Gryniewicza.
Ponadto w Kielcach oraz w Warszawie na Gocławiu znajduje się ulica Jana Nowaka Jeziorańskiego, a jego imię nosi jedno z warszawskich liceów ogólnokształcących. W Poznaniu od 2005 roku jedno z rond nazwano na cześć Jana Nowaka-Jeziorańskiego, a dawniej istniało również gimnazjum jego imienia (nr 58). W Gliwicach i Bytomiu droga krajowa nr 88 ma nazwę Aleja Jana Nowaka-Jeziorańskiego.
Uchwałą z 12 grudnia 2013 Senat RP zdecydował o ustanowieniu roku 2014 Rokiem Jana Nowaka-Jeziorańskiego.
W 2014 r. Poczta Polska wydała w nakładzie 300 tys. sztuk upamiętniający Jeziorańskiego znaczek pocztowy o nominale 4,20 zł.
Od 2007 plac Kolejowy w Krakowie zmienił nazwę na plac Jana Nowaka-Jeziorańskiego.
W maju 2016 roku w Muzeum „Pana Tadeusza” Zakładu Narodowego im. Ossolińskich otwarto wystawę stałą Misja: Polska. Na przykładzie życiorysów Jana Nowaka-Jeziorańskiego i Władysława Bartoszewskiego prezentuje losy pokolenia, które dorastało w wolnej po 123 latach zaborów ojczyźnie, ale w 1939 roku stanęło przed koniecznością walki o niepodległość, a następnie o suwerenną obecność Polski w nowoczesnej Europie. Obaj świadkowie historii przekazali Ossolineum bezcenne zbiory dokumentujące ich losy, wydarzenia, w których uczestniczyli, a także kolekcje dzieł sztuki i archiwa. Autorami wystawy są Mariusz Urbanek, Małgorzata Preisner-Stokłosa i Mateusz Palka.

## Filmografia

### Role w filmach
- Zdrada – film dokumentalny z 1995 roku poświęcony Ronowi Jeffery’emu, Anglikowi, który w czasie wojny współpracował z AK, reżyseria: John Anderson[51]
- Świat Luny – film biograficzny o Julii Brystigerowej z 1997 roku, reżyseria: Ignacy Szczepański[52]

### Filmy biograficzne
- Kurier nadziei – film biograficzny o Janie Nowaku-Jeziorańskim z 1991 roku, reżyseria: Zbigniew Kowalewski[53]
- Świadek historii – film biograficzny o Janie Nowaku-Jeziorańskim z 2001 roku, reżyseria: Ireneusz Engler[54]

### Filmy dokumentalne
- Jan Nowak Jeziorański. Kurier z Warszawy. 60 lat później 1944-2004 – polski film dokumentalny z 2004 roku w reżyserii Andrzeja Wajdy i Andrzeja Kotkowskiego[55]
- Jan Nowak Jeziorański. Kulisy zdarzeń – film dokumentalny z 2007 roku, reżyseria: Wiesław Dąbrowski, Jerzy Kisielewski[56]
- Warszawa Jana Nowaka Jeziorańskiego – film dokumentalny z 2007 roku, reżyseria: Krzysztof Korwin-Piotrowski[57]

### Filmy fabularne
- Kurier – film z 2019 roku, reżyseria: Władysław Pasikowski (w roli głównej Philippe Tłokiński)[58]